# Nahetal-Waldau
Nahetal-Waldau település Németországban, azon belül Türingiában. Lakosainak száma 3070 fő (2014. január 2.). Nahetal-Waldau Schleusegrund és Frauenwald községekkel határos.

## Népesség
A település népességének változása:

| 2014 | 3 070 |